# Ella Maillart
Ella Maillart (Ginebra, 20 de febrer de 1903 - Chandolin, 27 de març de 1997) va ser escriptora, reportera, viatgera, fotògrafa, etnògrafa i va destacar en literatura de viatges del segle xx. Va ser una gran esportista, l'única dona que va participar, entre atletes homes de vint-i-set nacions, a les Olimpíades del 1924. Viatgera incansable, va arribar a travessar l'Àsia diverses vegades sola, amb camell o caminant. El 1939, va fer un viatge de Suïssa a Kabul amb AnneMarie Schwarzenbach, que va durar mig any.

## Biografia
Era filla de Paul Maillart, un pelleter de Ginebra d'ideologia liberal, i de Dagmar Klim, una esportista danesa. La seva família es va instal·lar a Creux-de-Genthod, a la vora del llac Léman el 1913. Des de molt jove es va sentir atreta per l'esport i la superació personal. En aquesta localitat, Ella Maillart va conèixer Hermine «Miette» de Saussure, filla d'un oficial de marina i rebesneta d'Horace-Bénédict de Saussure, considerat el fundador de l'alpinisme, amb la qual va practicar vela i esquí. Als 16 anys va fundar el primer club d'hoquei de la zona francòfona de Suïssa, el «Champel Hoquei Club». Als 20 anys va participar en la travessia a vela de Cannes a Còrsega amb Hermine, i va conèixer Alain Gerbault, que es trobava preparant el seu vaixell Firecrest per a la seva famosa travessia en solitari de l'oceà Atlàntic. Va participar com a representant de Suïssa en les regates dels Jocs Olímpics de París 1924. Va ser l'única dona i la més jove de la competició.
El 1925, es va embarcar juntament amb quatre joves, entre elles Miette de Saussure i Marthe Oulié, en un creuer pel Mediterrani des de Marsella fins a Atenes. Un cúmul de circumstàncies i el matrimoni de la seva amiga Miette amb l'arqueòleg francès Henri Seyrig (que seran els pares de la futura actriu Delphine Seyrig) la porten a abandonar el seu somni de viure al mar. Com a membre de l'equip suís d'esquí, va defensar el seu país en els quatre primers campionats del món d'esquí alpí de 1931 a 1934. Atreta pel cinema rus, va viatjar a Moscou per realitzar un reportatge en el qual es basarà per escriure el seu primer llibre: Parmi la jeunesse russe.

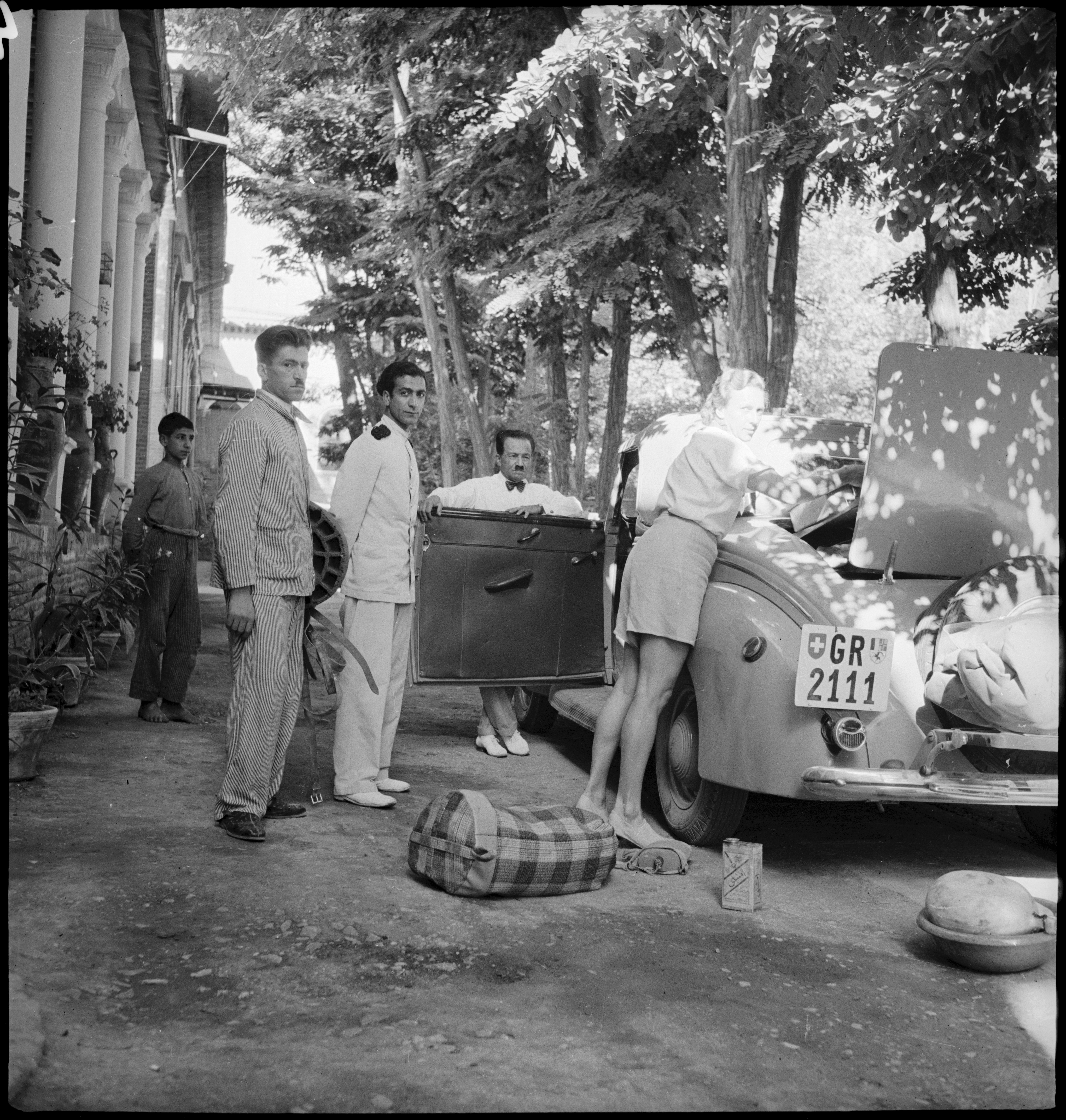
Ella Maillart, Iran 1939-40

### Descobrint Àsia
Després de la seva primera estada a Moscou i la travessia del Caucas, el 1930, Ella Maillart va recórrer la zona soviètica de l'Àsia central durant l'any 1932. Dos anys més tard, el 1934, el Petit Parisien l'envia a Manchukuo, un estat fundat pels japonesos a la Xina el 1932, on coneix Peter Fleming, gran reporter de The Times i agent de l'MI6. Al febrer de 1935 va iniciar, juntament amb Fleming, un viatge de 6.000 km des de Pequín fins a Srinagar, que durarà set mesos i que tots dos relataran: Peter Fleming en el seu llibre Courrier de Tartarie i Ella Maillart amb el títol d'Oasi interdites. El 1937, va viatjar cap a l'Índia, Afganistan, Iran i Turquia per escriure una sèrie de reportatges i, el 1939, va partir de Ginebra conduint un Ford amb destinació a Kabul. En aquest viatge la va acompanyar Annemarie Schwarzenbach —que apareix amb el nom de Christina en el relat del viatge titulat El camí cruel—, a qui desitjava ajudar a alliberar-se de la seva drogoaddicció.

### Cinc anys a Índia
Del 1940 al 1945, passa cinc anys a l'Índia amb els mestres espirituals Ramana Maharishi i Atmananda Krishna Menon.

### Chandolin
Quan torna a Suïssa descobreix, gràcies al pintor Edmond Bille, el poble de Chandolin, situat a 2.000 m d'altitud, que es convertirà en l'ancoratge de la seva vida de nòmada. Hi encarrega la construcció d'una casa on viurà en solitari de maig a octubre a partir de 1948. Des de 1956 fins al 1987, Ella Maillart es dedica, com a guia cultural, a acompanyar petits grups de viatgers en els seus viatges per Àsia.
En un article titulat Pourquoi voyager, Ella fa seves les paraules del mestre xinès Chuang Tzou:
| «                                  | «Si abordem les coses des de les seves diferències, fins i tot el fetge i la melsa són òrgans tan allunyats com les ciutats de Ch'o i Yueh. Si les abordem per les seves semblances, el món és un de sol». | » |
| — Ella Maillart, Pourquoi voyager? | |   |

Ella Maillart practicarà el ciclisme i l'esquí fins a l'edat de 80 anys.
Peter Fleming va escriure una necrologica sobre Ella que mai es va publicar, en què deia que era una viatgera «plena de valor i de curiositat, sempre interessada a visitar llocs salvatges i entendre la seva població», i finalitza dient que «mai va contraure matrimoni».
Els manuscrits i documents d'Ella Maillart es conserven a la Biblioteca de Ginebra, la seva obra fotogràfica al Museu Élysée de Lausana i les seves pel·lícules a la Cinemateca suïssa de Lausana. La petita localitat de Chandolin a la Val d'Anniviers (Suïssa) ret homenatge a Ella Maillart, en col·laboració amb les seves amistats, mitjançant una exposició permanent sobre la seva trajectòria, que permet descobrir, mitjançant fotografies i nombrosos objectes procedents dels seus viatges, la vida d'una dona amb una existència plena.

## Pel·lícules i vídeos
- Ella Maillart, écrivain. Entrevista amb Bertil Galland, 54 min., Els Films Plans fixes, Lausana, 1984.
- Ella Maillart chez Bernard Pivot (emissió de televisió La vie est un long fleuve tranquille), INA, França, març 1989.
- Le voyage au Kafiristan de Donatello Dubini, 2001, pel·lícula de ficció sobre el viatge d'Annemarie Schwarzenbach i Ella Maillart el 1939.[2]
- Entretiens avec Ella Maillart: Le Monde - mon héritage (cofre, 1 CD d'entrevistes radiofòniques i 1 DVD de la pel·lícula Els itinéraires d'Ella Maillart), 2009.
- Ella Maillart - Double Journey, una pel·lícula de Mariann Lewinsky i Antonio Bigini, 2015.
- Un viatge memorable de dues dones aventureres: Ella Maillart i Annemarie Schwarzenbach. Viatgers de la Gran Anaconda. Catalunya Ràdio. http://www.ccma.cat/catradio/alacarta/els-viatgers-de-la-gran-anaconda/els-viatgers-de-la-gran-anaconda/audio/967504/.

## Publicacions
- La croisière de Perlette de Marthe Oulié i Hermine de Saussure, 1926.
- Quand j'étais matelot de Marthe Oulié, 1930.
- Courrier de Tartarie de Peter Fleming, 1992 (edició en anglès: News from Tartary, el 1936).
- Mount Anada de Monk Gibbon, 1948.
- A Forgotten Journey - From Moscow to Manchuria de Peter Fleming, 1952.
- Voyage vers le réel - Mélanges dédiés à Ella Maillart à l'occasion de ses 80 ans, 1983. 22 contribucions (Nicolas Bouvier, Miette Seyrig, Arnaud Desjardins, Samivel, Laurence Deonna, Catherine Domain, Lewis Thompson, etc.).
- L'échappée belle - Éloges de quelques pérégrins de Nicolas Bouvier, 1996.
- Chère Ella - Elégie pour Ella Maillart d'Anne Deriaz, 1998.
- Etonnants voyageurs de Daniel Mordzinski, 1999.
- Je suis de nulle part - Sud els tracis d'Ella Maillart d'Olivier Weber, 2003.
- Nomade sur la voie d'Ella Maillart de Amandine Roche, 2003.
- Mémoires des sabres - En Haute Asie sur la piste oubliée d'Ella Maillart et Peter Fleming de Bruno Paulet, 2007 (premi Pierre-Loti 2008).
- Camí d'anada i tornada. Montse Barderi i Emma Vilarasau. Columna 2016.

## Distincions
- Premi Schiller, Suïssa (1953);
- Sir Percy Sykes Memorial Medal de la Royal Society for Asian Affairs, Londres (1955);
- Premi quadriennal de la ciutat de Ginebra (1987);
- Premi literari Alexandra David Neel (1989);
- Gran premi del llibre marítim, festival de Concarneau (1991);
- Premi i medalla Léon Dewez de la Société de géographie de París (1994).